# نئره ایزاگیرر
نئره ایزاگیرر (انگلیسی: Nerea Eizagirre؛ زادهٔ ۴ ژانویهٔ ۲۰۰۰) بازیکن فوتبال اهل اسپانیا است.
از باشگاه‌هایی که در آن بازی کرده‌است می‌توان به باشگاه فوتبال زنان رئال سوسیداد اشاره کرد.
وی همچنین در تیم‌های ملی فوتبال Spain women's national under-17 football team, Spain women's national under-19 football team، و زنان اسپانیا بازی کرده‌است.